# دانشگاه کیل
دانشگاه کیل (به آلمانی: Christian-Albrechts-Universität zu Kiel, CAU) یک دانشگاه تحقیقاتی دولتی در کیل مرکز ایالت اشلسویگ-هولشتاین آلمان است که در سال ۱۶۶۵ میلادی توسط کریستیان آلبرشت، دوک هولشتاین-گوتروپ بنیان‌نهاده شد.
امروزه دانشگاه کیل با داشتن بیش از ۲۴۰۰۰ دانشجو (سال تحصیلی ۲۰۱۴–۲۰۱۵ میلادی) در ۱۱۱ رشته تحصیلی قدیمی ترین، بزرگترین و معتبرترین دانشگاه ایالت اشلسویگ-هولشتاین محسوب می‌شود. در سال ۲۰۱۴ براساس آخرین رتبه‌بندی دانشگاه‌های جهان توسط مؤسسه Times Higher Education دانشگاه کیل در رده ۲۲۶–۲۵۰
قرار گرفته‌است.

## دانشکده‌ها
- دانشکده الهیات
- دانشکده حقوق

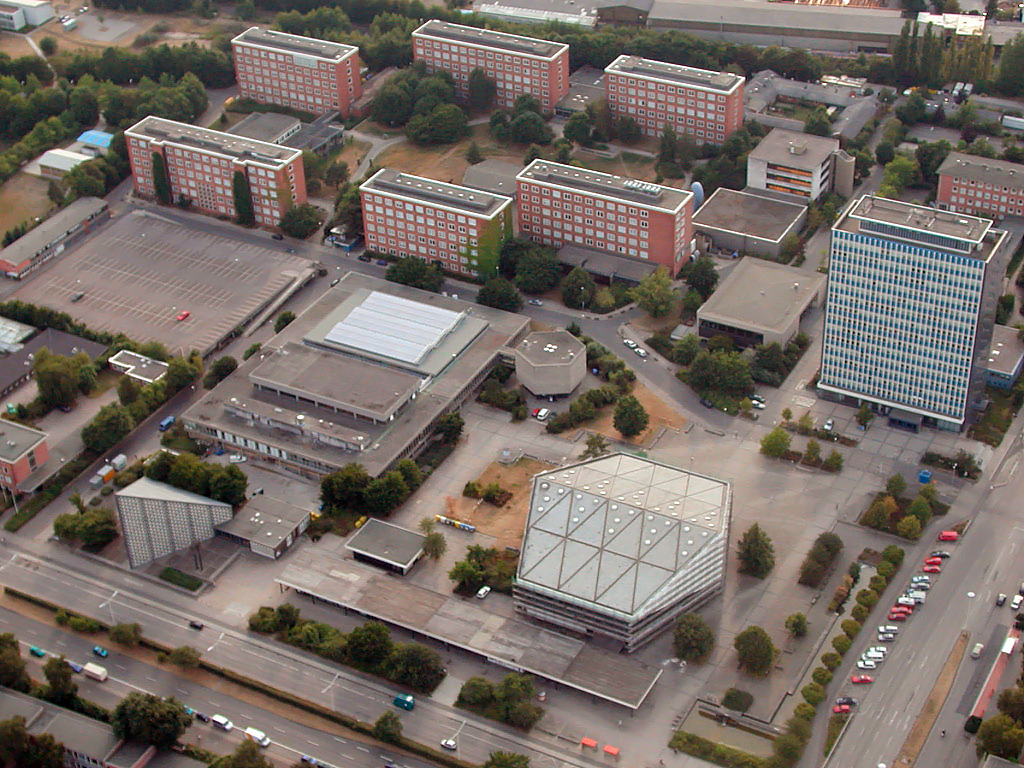
نمایی از محوطه مرکزی دانشگاه

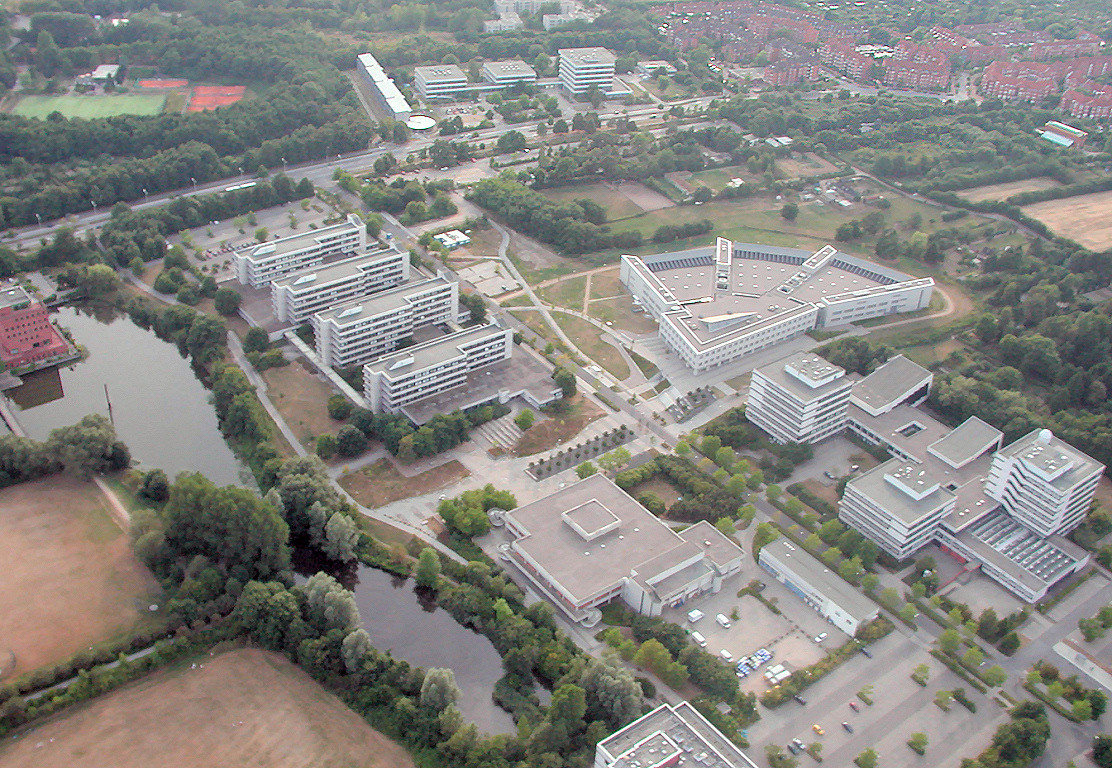
کتابخانه مرکزی دانشگاه کیل

- دانشکده تجارت، اقتصاد و علوم اجتماعی

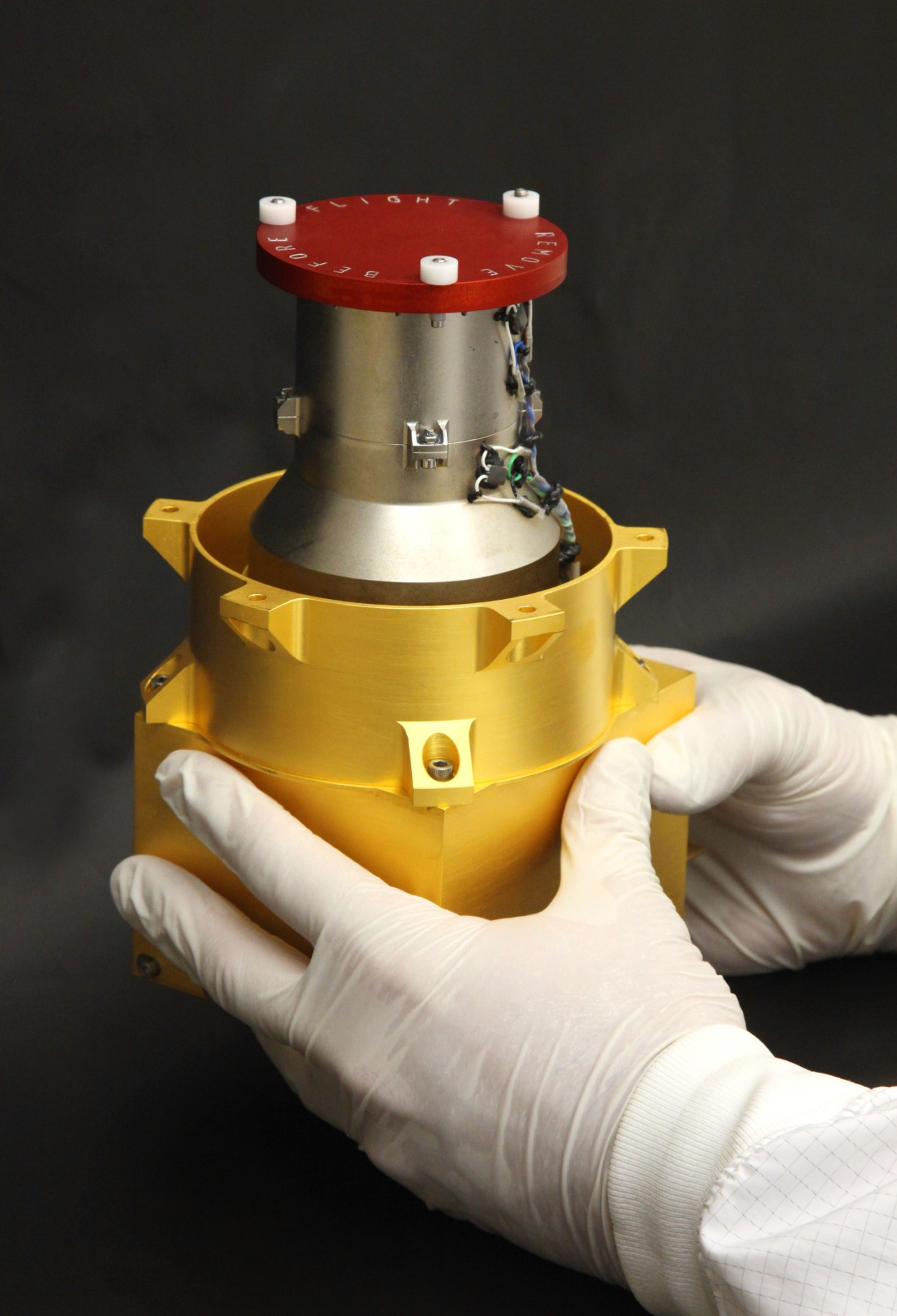
پرتوسنج مریخ نورد کنجکاوی که در دانشگاه کیل توسعه یافت

- دانشکده علوم پزشکی
- دانشکده هنر و علوم انسانی
- دانشکده ریاضی و علوم طبیعی
- دانشکده علوم کشاورزی و تغذیه
- دانشکده مهندسی

## چهره‌های برجسته
- تئودور مومسن (جایزه نوبل ادبیات ۱۹۰۲میلادی)
- فیلیپ لنارت (جایزه نوبل فیزیک ۱۹۰۵میلادی)
- ماکس پلانک (جایزه نوبل فیزیک ۱۹۱۸میلادی)
- اتو فریتز میرهوف (جایزه نوبل پزشکی ۱۹۲۲میلادی)
- اوتو دیلس و کورت آلدر (جایزه نوبل شیمی ۱۹۵۰ میلادی)